# آگوستین دوفو
آگوستین دوفو (انگلیسی: Agustín Doffo؛ زادهٔ ۲۵ مهٔ ۱۹۹۵) بازیکن فوتبال اهل آرژانتین است.
از باشگاه‌هایی که در آن بازی کرده‌است می‌توان به باشگاه فوتبال ولز سارسفیلد اشاره کرد.